# The 41-Year-Old Virgin Who Knocked Up Sarah Marshall and Felt Superbad About It
The 41-Year-Old Virgin Who Knocked Up Sarah Marshall and Feelt Superbad About It es una película de comedia paródica estadounidense de 2010 que parodia varias de las películas de Judd Apatow: Virgen a los 40, Knocked Up, Superbad y Forgetting Sarah Marshall. La trama principal sigue a Andy (Bryan Callen), un hombre de 41 años que quiere desesperadamente perder su virginidad, junto con sus compañeros de cuarto adolescentes que tienen objetivos similares.
Según el productor y director Craig Moss, el título original era mucho más largo, "más de un párrafo", y tuvo que reducirse a la versión final. En el set, la película se llamó Slumdog Virgin, una referencia a una parodia de Slumdog Millionaire incluida en la película.
La película fue estrenada directamente en DVD el 8 de junio de 2010.

## Reparto
- Bryan Callen como Andy
- Mircea Monroe como Sarah Marshall
- Noureen DeWulf como Kim
- Stephen Kramer Glickman como Seth
- Austin Michael Scott como McAnalovin'
- Steven Sims como Jonás
- Steven Nicholas como Michael
- Alissa Kramer como Melissa Twin
- Heidi Kramer como Haley Twin
- Melissa Villaseñor como Sara
- Chris Spencer como Oficial Beat
- Randall Park como oficial Yo' Ass
- Frank Maharajh como Sanjay
- Marque Richardson como Blaqguy
- Matt Crabtree como El chico de Verizon
- David Ury como Sí, hombre
- J. Chris Newberg como Cantante/Guitarrista

## Recepción
R.L. Shaffer de IGN la calificó como "una película dolorosa, sin gracia, sin originalidad y descuidada", mientras que Brad McKay de Collider declaró: "No es divertida ni entretenida". Brian Orndorf de DVD Talk recomendó a sus lectores que no "le den a Craig Moss su tiempo o su dinero. Mire la cobertura del desastre petrolero de BP en su lugar. Te garantizo que es más divertido."